# 시편 7편
시편 7편은 일곱 번째 시편이다. 라틴어로 "Domine Deus meus in te speravi"라고 한다. 저자는 전통적으로 다윗 왕에 할당된다. 시편의 메시지는 의인이 약해 보일지라도 궁극적으로 악인을 이긴다는 것이다.
시편은 유대교, 가톨릭, 루터교, 성공회 및 기타 개신교 전례의 정규 부분을 형성한다. 이 시편의 주제는 음악화되었으며 찬송가에 영감을 불어 넣었다.

## 내용
1. 여호와 내 하나님이여 내가 주께 피하오니 나를 쫓아오는 모든 자들에게서 나를 구원하여 내소서
2. 건져낼 자가 없으면 그들이 사자 같이 나를 찢고 뜯을까 하나이다
3. 여호와 내 하나님이여 내가 이런 일을 행하였거나 내 손에 죄악이 있거나
4. 화친한 자를 악으로 갚았거나 내 대적에게서 까닭 없이 빼앗았거든
5. 원수가 나의 영혼을 쫓아 잡아 내 생명을 땅에 짓밟게 하고 내 영광을 먼지 속에 살게 하소서 (셀라)
6. 여호와여 진노로 일어나사 내 대적들의 노를 막으시며 나를 위하여 깨소서 주께서 심판을 명령하셨나이다
7. 민족들의 모임이 주를 두르게 하시고 그 위 높은 자리에 돌아오소서
8. 여호와께서 만민에게 심판을 행하시오니 여호와여 나의 의와 나의 성실함을 따라 나를 심판하소서
9. 악인의 악을 끊고 의인을 세우소서 의로우신 하나님이 사람의 마음과 양심을 감찰하시나이다
10. 나의 방패는 마음이 정직한 자를 구원하시는 하나님께 있도다
11. 하나님은 의로우신 재판장이심이여 매일 분노하시는 하나님이시로다
12. 사람이 회개하지 아니하면 그가 그의 칼을 가심이여 그의 활을 이미 당기어 예비하셨도다
13. 죽일 도구를 또한 예비하심이여 그가 만든 화살은 불화살들이로다
14. 악인이 죄악을 낳음이여 재앙을 배어 거짓을 낳았도다
15. 그가 웅덩이를 파 만듦이여 제가 만든 함정에 빠졌도다
16. 그의 재앙은 자기 머리로 돌아가고 그의 포악은 자기 정수리에 내리리로다
17. 내가 여호와께 그의 의를 따라 감사함이여 지존하신 여호와의 이름을 찬양하리로다

### 히브리어 버전
| 절 | 내용                                                             |
| -- | ---------------------------------------------------------------- |
| 1  | .שִׁגָּיוֹן, לְדָוִד: אֲשֶׁר-שָׁר לַיהוָה--עַל-דִּבְרֵי-כוּשׁ, בֶּן-יְמִינִי.               |
| 2  | .יְהוָה אֱלֹהַי, בְּךָ חָסִיתִי; הוֹשִׁיעֵנִי מִכָּל-רֹדְפַי, וְהַצִּילֵנִי.                 |
| 3  | .פֶּן-יִטְרֹף כְּאַרְיֵה נַפְשִׁי; פֹּרֵק, וְאֵין מַצִּיל                              |
| 4  | .יְהוָה אֱלֹהַי, אִם-עָשִׂיתִי זֹאת; אִם-יֶשׁ-עָוֶל בְּכַפָּי                         |
| 5  | .אִם-גָּמַלְתִּי, שׁוֹלְמִי רָע; וָאֲחַלְּצָה צוֹרְרִי רֵיקָם                           |
| 6  | .יִרַדֹּף אוֹיֵב נַפְשִׁי, וְיַשֵּׂג--וְיִרְמֹס לָאָרֶץ חַיָּי; וּכְבוֹדִי, לֶעָפָר יַשְׁכֵּן סֶלָה     |
| 7  | .קוּמָה יְהוָה, בְּאַפֶּךָ--הִנָּשֵׂא, בְּעַבְרוֹת צוֹרְרָי; וְעוּרָה אֵלַי, מִשְׁפָּט צִוִּיתָ       |
| 8  | .וַעֲדַת לְאֻמִּים, תְּסוֹבְבֶךָּ; וְעָלֶיהָ, לַמָּרוֹם שׁוּבָה                           |
| 9  | .יְהוָה, יָדִין עַמִּים: שָׁפְטֵנִי יְהוָה; כְּצִדְקִי וּכְתֻמִּי עָלָי                    |
| 10 | ;יִגְמָר נָא רַע, רְשָׁעִים-- וּתְכוֹנֵן צַדִּיק .וּבֹחֵן לִבּוֹת, וּכְלָיוֹת-- אֱלֹהִים צַדִּיק |
| 11 | .מָגִנִּי עַל-אֱלֹהִים; מוֹשִׁיעַ, יִשְׁרֵי-לֵב                                   |
| 12 | .אֱלֹהִים, שׁוֹפֵט צַדִּיק; וְאֵל, זֹעֵם בְּכָל-יוֹם                              |
| 13 | .אִם-לֹא יָשׁוּב, חַרְבּוֹ יִלְטוֹשׁ; קַשְׁתּוֹ דָרַךְ, וַיְכוֹנְנֶהָ                       |
| 14 | .וְלוֹ, הֵכִין כְּלֵי מָוֶת; חִצָּיו, לְדֹלְקִים יִפְעָל                            |
| 15 | .הִנֵּה יְחַבֶּל-אָוֶן; וְהָרָה עָמָל, וְיָלַד שָׁקֶר                                |
| 16 | .בּוֹר כָּרָה, וַיַּחְפְּרֵהוּ; וַיִּפֹּל, בְּשַׁחַת יִפְעָל                               |
| 17 | .יָשׁוּב עֲמָלוֹ בְרֹאשׁוֹ; וְעַל קָדְקֳדוֹ, חֲמָסוֹ יֵרֵד                            |
| 18 | .אוֹדֶה יְהוָה כְּצִדְקוֹ; וַאֲזַמְּרָה, שֵׁם-יְהוָה עֶלְיוֹן                          |

## 구조
시편 7편은 다윗의 시편이며 개인의 애가 중 하나이다. 시편의 개요는 다음과 같다.
- 2f절: 하나님께 도움을 청함
- 4-6절: 결백에 대한 항의
- 7~10절: 적들에 대한 최후의 심판의 소원을 성취함
- 11f절: 여호와에 대한 위로의 확실성
- 13~17절: 세상 법정에 대한 악한 적의 비교
- 18절: 서원